# گل‌پوش

گل‌پوش یکی از اجزای گل است.

به مجموعهٔ کاسه و جام یک گل گُل‌پوش (perianth) گفته می‌شود. تشخیص بین کاسبرگ و گلبرگ همیشه آشکار نیست. در بسیاری از گل‌های تک لپه‌ای نظیر تیره سوسن، کاسبرگ‌ها و گلبرگ‌ها معمولاً شبیه به نظر می‌رسند در اینصورت آنها به طور ساده گل‌پوش گفته می‌شوند. در گل‌های کاکتوس و سوسن آبی یک تغییر تدریجی از کاسبرگ‌ها به گلبرگ‌ها وجود دارد، در چنین مواردی گاهی اصطلاح گل‌پوش نیز به کار برده می‌شود.

## گیاهان گل‌دار
در گیاهان گل‌دار، پوشش گل ممکن است به دو صورت توصیف شود:
یا دولایه‌ای/پوشش ناهمگن (dichlamydeous/heterochlamydeous) که در آن کاسه‌گل (کاسبرگ‌ها) و جام‌گل (گلبرگ‌ها) کاملاً از هم متمایز هستند،
یا یکنواخت (homochlamydeous) که در آن تفاوت میان کاسبرگ‌ها و گلبرگ‌ها مشخص نیست (و در این حالت، همه با هم با عنوان پَرَک‌برگ یا tepal شناخته می‌شوند).
اگر پوشش گل در دو چرخه (دو دایرهٔ متحدالمرکز) ظاهر شود، آن را دورشته‌ای (biseriate) می‌نامند.
در حالی که کاسه‌گل ممکن است سبز باشد و در این صورت کاسبرگ‌مانند (sepaloid) خوانده می‌شود، می‌تواند رنگین نیز باشد و آنگاه گلبرگ‌مانند (petaloid) نامیده می‌شود. زمانی که پَرک‌برگ‌ها از هم قابل‌تشخیص نیستند و به گلبرگ شباهت دارند، به آن‌ها نیز «گلبرگ‌مانند» گفته می‌شود، همان‌گونه که در تک‌لپه‌ای‌های گلبرگ‌مانند (مانند برخی سوسن‌سانان) دیده می‌شود.
جام‌گل و گلبرگ‌ها نقش مهمی در جلب گرده‌افشان‌ها دارند، ولی گاهی این نقش توسط ساختارهای تخصصی‌تری مانند تاجچه (corona) تکمیل می‌شود (در بخش پایین‌تر ببینید).
زمانی که پوشش گل از پَرک‌برگ‌های جدا از هم تشکیل شده باشد، از واژهٔ پراک‌پَرَکی (apotepalous) استفاده می‌شود و اگر پَرک‌برگ‌ها به هم پیوسته باشند، هم‌پَرَکی (syntepalous) گفته می‌شود. همچنین اگر گلبرگ‌ها به‌هم پیوسته و تشکیل جام لوله‌مانند دهند، آن را هم‌گلبرگ (gamopetalous یا sympetalous) می‌نامند. اگر کلاً یکی از اجزای کاسه‌گل یا جام‌گل وجود نداشته باشد، پوشش گل تک‌لایه‌ای (monochlamydeous) توصیف می‌شود.
- گل‌آغازهٔ بدون پوشش گل (فاقد کاسه‌گل و جام‌گل)
- پوشش تک‌لایه‌ای با کاسه‌گل غیرگلبرگ‌مانند
- پوشش تک‌لایه‌ای با جام‌گل تنها، یا پوشش یکنواخت با پَرک‌برگ‌ها
- پوشش گل دولایه‌ای/ناهمگن با چرخه‌های جداگانه

هم کاسبرگ‌ها و هم گلبرگ‌ها ممکن است دارای روزنه (استوما) و رگ‌برگ باشند، حتی اگر به‌صورت ابتدایی باقی مانده باشند. در برخی راسته‌ها، مانند برخی ماگنولیاها و نیلوفرهای آبی، پوشش گل به‌جای نظم چرخه‌ای، به‌شکل مارپیچی در گره‌ها چیده شده است. گل‌هایی که پوشش گل آن‌ها مارپیچی است، اغلب پوشش گل یکنواخت نیز دارند.

### تاجچه (Corona)

گلچهٔ زبانه‌ای، رایج در برخی اعضای خانوادهٔ کاسنیان:
A. تخمدان زیرین
B. کاسه‌گل به‌صورت پاپوس تاج‌مانند (تاجچه)
C. پرچم‌ها به‌صورت لوله‌وار گردن مادگی را احاطه کرده‌اند، اگرچه پایه‌ها جدا هستند
D. گلبرگی زبانه‌ای از جام‌گل لوله‌ای بیرون می‌زند
E. خامه و کلاله‌ها

در برخی گیاهان (مانند نرگس، Passiflora (گل ساعتی), برخی Hippeastrumها و اعضای سوسنیان) ساختار اضافی‌ای به نام تاجچه (corona، پاراپریگونیوم یا پاراکورولا) وجود دارد. این ساختار حلقه‌ای یا زائده‌هایی است که از بافت درونی (adaxial) منشأ می‌گیرد و از پایهٔ جام‌گل یا لبهٔ بیرونی پرچم‌ها رشد می‌کند. اغلب در جایی ظاهر می‌شود که لوب‌های جام‌گل از لولهٔ جام‌گل منشأ می‌گیرند.
در یک گل می‌تواند بیش از یک تاجچه وجود داشته باشد. گیاهان شیرابه‌دار مانند Asclepias دارای سه نوع تاجچهٔ متفاوت هستند که در مجموع سازوکار گرده‌افشانی شبیه به تلهٔ مگس را تشکیل می‌دهند. برخی گونه‌های گل ساعتی (Passiflora) تا هشت تاجچه دارند که به‌صورت چرخه‌ای هم‌مرکز آرایش یافته‌اند.
پاپوس در خانوادهٔ کاسنیان، که به‌عنوان کاسه‌گل تغییرشکل‌یافته در نظر گرفته می‌شود، اگر به‌صورت تاج‌مانند باشد، آن نیز «تاجچه» نامیده می‌شود.
- گل نرگس با جام‌گل سفید بیرونی و تاجچهٔ زرد در مرکز (پاراپریگونیوم)
- گل Passiflora incarnata با تاجچه‌ای از زائده‌های نازک بین گلبرگ‌ها و پرچم‌ها